# Iglesia de San Antonio de Baíñas
La iglesia parroquial de San Antonio de Baíñas es un templo de culto católico, situado en la capital de la parroquia vimiancesa de Baíñas.

## Historia
Formaba parte en sus orígenes de un antiguo monasterio durante la Edad Media, reducido a priorato a finales del siglo XV. Dependiente del monasterio bieito de San Martín Pinario, su desmantelamiento podría haber sido fruto de la Desamortización de 1836.

## Descripción

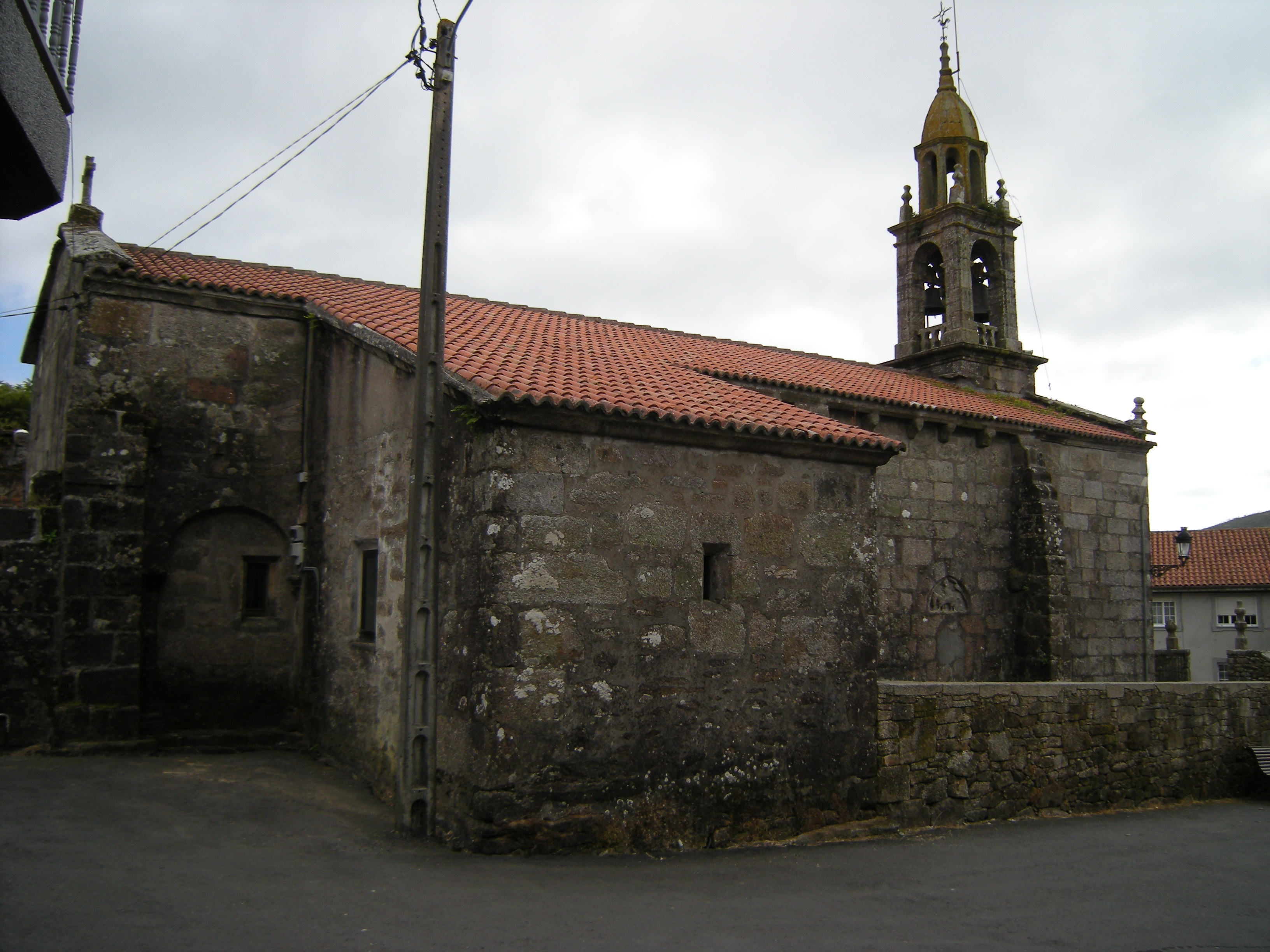
Vista del muro norte

Conserva aún aspectos de su origen medieval, de comienzos del siglo XIII, y representa el esquema tipo del románico rural: nave única y ábside rectangular, manteniendo en la parte inferior a bancada que ocupaban los monjes del priorato en las liturgias y cubierta con bóveda de cañón apuntada. Los arcos, igualmente apuntados, se apoyan sobre semicolumnas con capiteles de formas vegetales esquemáticas. Un ajedrezado enmarca el arco triunfal. La nave única estaba cubierta en los comienzos por una entramado de madera hasta que las tropas francesas le prendieron fuego en 1809. 
Fuera, destacan los canzorros bajo el tejado, con formas vegetales y humanas, estas últimas para representar vicios y/o pecados. La puerta lateral del muro norte —hoy tapiada— presenta en su tímpano un relieve, de basta factura, de origen igualmente medieval: un hombre monta sobre una bestia, que podría representar a san Martín en el momento en que parte su capa para dársela a un pobre. También quedan de esta época los contrafuertes graduados y dispuestos anárquicamente, articulación mural que se da tanto en la capilla mayor, para soportar la bóveda que cubre el interior, como en el muro sur.
La sacristía y la fachada principal son posteriores: datadas en 1802, la fachada habría sufrido daños en 1853 por un temporal que derribó parcialmente la espadaña que la coronaba. En la última década del siglo XIX el cantero Manuel Molinos construyó el campanario que culmina la fachada actual.
Unas reformas en 1967 hicieron desaparecer el retablo mayor y el lateral de san Blas, aunque se conservaron algunas de las imágenes, como la del patrón san Antonio con los atributos de diácono, obra barroca de finales del siglo XVIII, igual que la imagen de san Benito, con el hábito negro tradicional de la regla (mitra al pie y un cuervo con un pan). Barrocos y de mediados del siglo XVIII son un san Blas (vestido de obispo y mano en la garganta) y un san Roque (de peregrino con el perro). De comienzos del siglo XIX se conserva una Inmaculada Concepción.